# 邨田丹陵

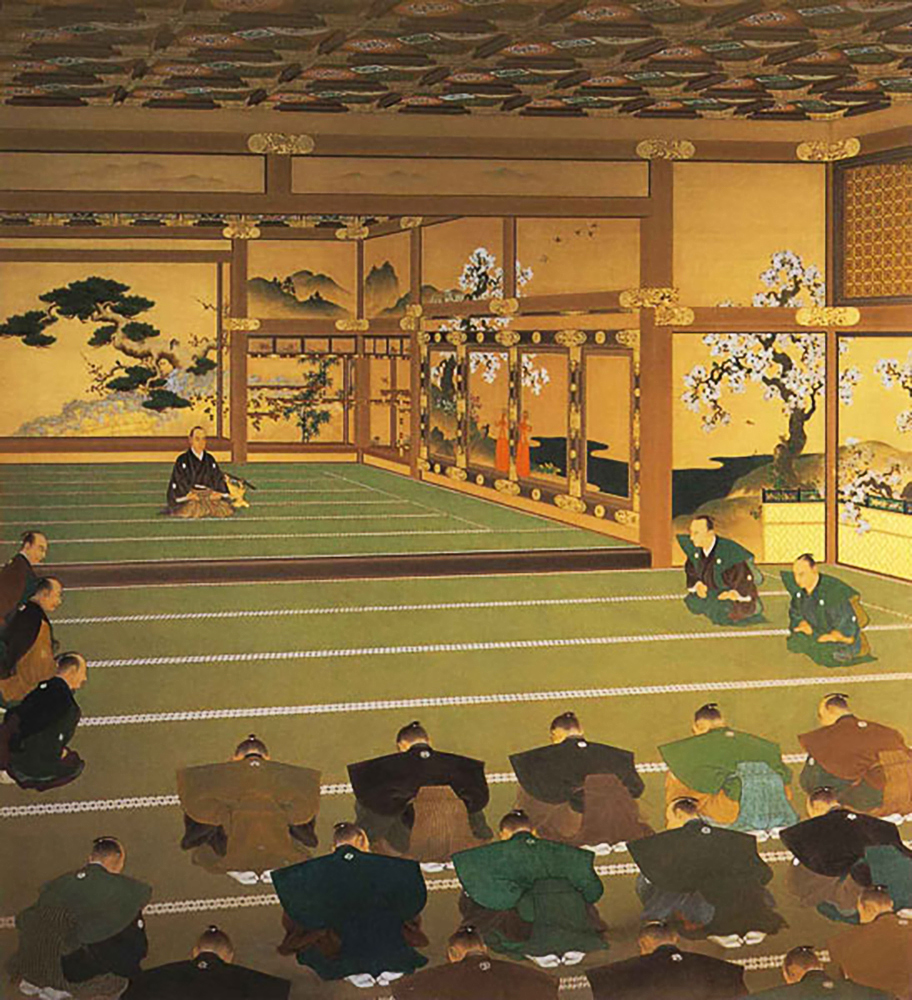
邨田丹陵代表作「大政奉還圖」

邨田丹陵（むらた たんりょう，1872年7月20日—1940年1月27日），日本歷史畫画家。

## 生平
邨田丹陵出生於東京府。他先後拜吉沢素山和川辺御楯為師。他的繪畫作品有「大政奉还圖」（藏於聖德紀念繪畫館）、「富士卷狩圖（ふじのまきかりず）」（藏於金刀比羅宮書院）。加利福尼亞大學柏克萊分校名誉教授、瑞宝章獲得者、画家小圃千浦是他的學生。

## 關聯人物
- 横山大観
- 小圃六一
- 小圃千浦（日语：小圃千浦）
- 冈仓天心